# 박신자
박신자(朴信子, 1941년 12월 26일 ~ )는 대한민국의 농구 선수, 지도자이다. 현역 시절 포지션은 센터이다. FIBA는 2020년 명예의 전당 헌액 대상자를 발표했는데, 박신자는 아시아 국적 최초로 FIBA 농구 명예의 전당 '선수' 부문에 헌액됐다.

## 학력
- 서울수송국민학교 (졸업)
- 숙명여자중학교 (졸업)
- 숙명여자고등학교 (졸업)
- 숙명여자대학교 영어영문학과 (졸업)
- 이화여자대학교 대학원 체육학과 (졸업)
- 스프링필드 대학교 대학원 체육학과 (졸업)

## 생애
상업은행에서 선수생활을 하였는데 본인과 함께 해당 회사(상업은행)에서 선수생활을 한 국가대표 야구선수 유백만이 박신자가 그랬던 것처럼 등번호 14번을 달았다.
1967년 일본 도쿄에서 열린 유니버시아드에서 일본을 누르고 우승을 차지, 국민적 자부심을 심어준 뒤 26세의 나이에 농구코트를 떠났다. 이미 64년 제4회 세계 선수권 대회에서 ‘월드 베스트5’에 선정된 뒤 은퇴를 고려했으나 주위의 만류로 3년을 더 뛰었다. 1967년 11월 2일. 그의 은퇴 경기가 벌어진 서울 장충체육관에는 평일임에도 불구하고 7000여명의 농구팬이 운집, 대스타의 고별을 지켜봤다.
박신자는 선수생활을 하면서 숙명여대 영문학과 이화여대 대학원 체육학과를 나왔고 주한 미군 문관인 스티븐 브래드너와 결혼한 뒤 미국으로 건너가 매사추세츠주 스프링필드 칼리지에서 체육학을 전공했는데 최초의 한인 성공회 주교였던 이천환이 주례를 봤다. 1982년 신용보증기금 여자 농구단 창단 감독으로 지도자의 길을 걸었다. 1988년 서울 올림픽 때는 조직위원회 농구담당으로 행정과 외교 솜씨를 뽐내기도 했다. 1999년 그가 현역에서 은퇴한 지 32년 동양인으로는 최초로 미국 테네시주 녹스빌에서 6월 문을 연 여자 농구 명예의 전당에 헌액되었다. 1999년 7월 여자프로농구 여름리그 개막식 시구를 하였고, WKBL 사옥 준공식에도 참석하여 자리를 빛내었다. 1999년 8월 예일대학교를 나온 막내 아들 앤드루가 하와이주에서 결혼, 그곳에서 겨울을 보내고 있는 박씨는 ‘흰머리가 썩 잘 어울리는 건강한 할머니’로 불리며 행복한 삶을 살고 있다.
2015년 7월, 박신자컵 서머리그, 자신의 이름을 딴 대회 주인공으로 고국을 찾아 신선우 총재 취임식에 참석한 후, 속초체육관에서 열린 개회식에서 조카 박정은과  함께 입장한 다음, 개막전 기념 시구를 하였다.

## 제5회세계 여자 농구 선수권 대회
1967년 한국이 체코슬로바키아 프라하에서 벌어진 제5회 세계 여자 농구 선수권 대회에서 세계 2위라는 경이적인 성적을 거둔 것이다. 숙명여중고와 상업은행을 거치는 동안 한국 여자 농구의 상징이었던 등번호 14번의 박씨는 세계 선수권 대회 첫 MVP에 오르며 ‘국력의 상징’이 됐다. 당시 한국 대선과 맞물려 ‘한국 농구의 여왕’이라는 별칭을 얻게 되었다. 당시 한국팀의 평균신장은 1m 68cm. 이에 비해 대부분 동유럽팀의 평균신장은 1m 90cm을 넘었다. 1m 76cm의 박신자를 앞세운 한국은 비록 당시 소련에게 패했지만 탄탄한 기본기와 두뇌플레이로 체코슬로바키아, 동독, 유고슬라비아를 차례로 눌러 기술농구의 우위를 세계에 알렸다.